# OGG1
OGG1もしくは8-オキソグアニン-DNAグリコシラーゼ（8-oxoguanine DNA glycosylase）は、ヒトではOGG1遺伝子にコードされるDNAグリコシラーゼである。塩基除去修復に関与しており、細菌、古細菌、真核生物で見つかっている。

## 機能
OGG1は8-オキソグアニン（8-oxoG）の除去を担う主要な酵素である。8-oxoGは活性酸素種への曝露の結果生じる、変異原性の塩基である。OGG1は二機能型グリコシラーゼであり、変異原性損傷部位のグリコシド結合の切断とDNA骨格の切断を引き起こすことができる。OGG1のC末端領域に生じる選択的スプライシングは、最後のエクソンが存在するかどうかによってタイプ1、2という大きなグループに分けられる。タイプ1のスプライスバリアントはエクソン7で終わり、タイプ2はエクソン8で終わる。スプライシングアイソフォームは1a、1b、2aから2eと命名されている。全てのバリアントでN末端領域は共通している。真核生物ではN末端にミトコンドリア標的化シグナルが存在し、ミトコンドリアへの局在に必要不可欠である。しかしながら、OGG1-1aのC末端には核局在シグナルも存在し、それによってミトコンドリアへの標的化は抑制され、核への局在が引き起こされる。ミトコンドリアに局在する主要なOGG1はOGG1-2aである。保存されたN末端ドメインは8-oxoG結合ポケットの形成に寄与し、1つのTBP様フォールドへと折りたたまれる。
OGG1は重要であることが予測されるものの、Ogg1を欠くマウスの寿命は正常である。Ogg1ノックアウトマウスはがんが発生する可能性が高いが、Mth1遺伝子の破壊によってOgg1-/-マウスでの肺がんの発生は抑制される。Ogg1を欠くマウスでは、体重増加や肥満、高脂肪食誘発性のインスリン抵抗性が発生しやすいことが示されている。
酸化ストレスの増加によってOGG1は一時的に不活性化され、NF-κBなどの転写因子がリクルートされて炎症関連遺伝子の発現が活性化される。

## マウスにおける欠損と8-oxo-dGの増加

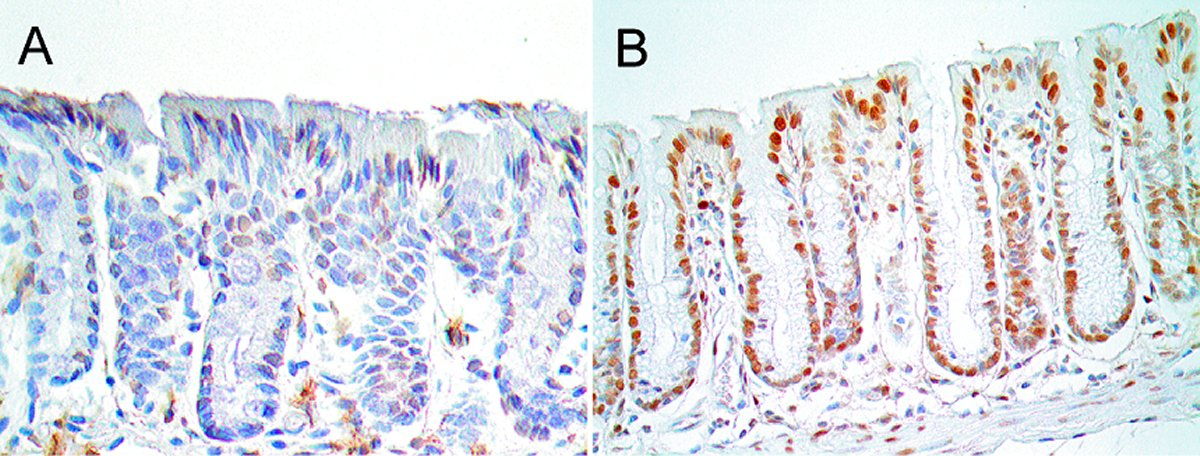
腫瘍形成を起こしていないマウス結腸上皮（A）と腫瘍形成を起こした上皮（B）。細胞核は核酸に対するヘマトキシリン染色によって濃青色で、そして8-oxo-dGに対する免疫染色によって褐色で示されている。結腸陰窩細胞の核を8-oxo-dGのレベルによって0から4のグレードに分類したところ、腫瘍形成を起こしていないマウスの陰窩の8-oxo-dGレベルは0から2であったのに対し（パネルAはレベル1のものを示している）、結腸腫瘍が進行しているマウスの陰窩の8-oxo-dGレベルは3から4であった（パネルBはレベル4のものを示している）。腫瘍形成は、高脂肪食時のヒトの結腸と同レベルになるようにマウス飼料へデオキシコール酸を添加することで誘発された。

機能的なOgg1を持たないマウスは野生型マウスと比較して、肝臓中の8-オキソ-2'-デオキシグアノシン（8-oxo-dG）が約5倍増加する。また、Ogg1欠損マウスはがんのリスクが増加する。機能的なOgg1を持たないマウス（Ogg1ノックアウトマウス）と野生型マウスに対し、40週間にわたって週1度UVBを比較的低線量（皮膚の発赤を起こさない程度）で照射した実験では、照射3時間後の表皮細胞ではどちらも高レベルの8-oxo-dGがみられるが、野生型マウスでは24時間後には8-oxo-dGが半分以上除去されていたのに対し、ノックアウトマウスでは8-oxo-dGは増加したままであった。照射されたOgg1ノックアウトマウスは照射された野生型マウスと比較して皮膚腫瘍の発生率が2倍以上高く、その悪性率もノックアウトマウス（73%）の方が野生型マウス（50%）よりも高かった。
組織内の8-oxo-dGの増加は酸化ストレスのバイオマーカーとして利用することができる。また、発がん過程では8-oxo-dGの増加が高頻度でみられる。正常な飼料で飼養されたマウスでは結腸陰窩の8-oxo-dGは低レベルであるが、試料へのデオキシコール酸の添加によって腫瘍形成を起こしたマウスでは結腸上皮の8-oxo-dGが高レベルとなっていた。デオキシコール酸は細胞内の活性酸素種産生の増加によって酸化ストレスの増大を引き起こし、腫瘍形成や発がんを引き起こす。

## エピジェネティックな制御
乳がんに関する研究では、OGG1プロモーターのメチル化レベルとOGG1のmRNAの発現レベルは負に相関していることが示されている。このことは、高メチル化はOGG1の低発現と、低メチル化は過剰発現と関係していることを意味している。このように、OGG1の発現はエピジェネティックな制御下に置かれている。乳がんでは、OGG1プロモーターのメチル化レベルが正常値から2SD以上または以下の場合、患者の生存期間の減少と関係している。

## がん
OGG1は8-oxo-dGの除去を担う主要な酵素である。OGG1の発現が正常な場合であっても、OGG1の効率は100%ではないため、8-oxo-dGの存在は発がん性となる。デオキシグアノシンの酸化誘導体である8-oxo-dGを800クローンの培養細胞の特定の遺伝子へ挿入した影響を観察した実験では、86%のクローンで8-oxo-dGはGへ戻っていた。これはおそらくOGG1による正確な塩基除去修復、もしくは変異を伴わない損傷乗り越え合成（translesion synthesis）によるものである。5.9%のクローンではG:CからT:Aへのトランスバージョンが、2.1%では一塩基欠失が、1.2%がG:CからC:Gへのトランスバージョンが生じていた。解析された800クローンでみられた変異の中には、6、33、135塩基対の大きな欠失も含まれていた。このように、8-oxo-dGは直接変異を引き起こし、その一部は発がんに寄与している可能性がある。
細胞内でOGG1の発現が低下している場合、変異の増加、そしてそのため発がん性の増加が予想される。下の表はOGG1の発現低下と関係した一部のがんを示している。
| がん           | 発現        | OGG1の形態 | 8-oxo-dG | 評価手法     | 出典   |
| 頭頸部がん     | 過少発現    | OGG1-2a    | -        | mRNA         | [ 19 ] |
| 胃噴門部の腺癌 | 過少発現    | 細胞質型   | 増加     | 免疫組織化学 | [ 20 ] |
| 星細胞腫       | 過少発現    | 総OGG1     | -        | mRNA         | [ 21 ] |
| 食道がん       | 48%過少発現 | 核型       | 増加     | 免疫組織化学 | [ 22 ] |
| -              | 40%過少発現 | 細胞質型   | 増加     | 免疫組織化学 | [ 22 ] |
| -------------- | ----------- | ---------- | -------- | ------------ | ------ |

米軍の退役軍人582人を対象とした前向き研究において、血液細胞におけるOGG1のメチル化レベルの測定が行われている。対象の中央値は72歳で、13年間の追跡が行われた。その結果、OGG1の特定のプロモーター領域の高メチル化はがん、特に前立腺がんのリスクの増加と関係していた。
非小細胞肺がんの患者では、DNAから8-oxo-dGを除去する酵素活性が末梢血単核細胞（PBMC）や肺組織で低下していた。この活性は頭頸部扁平上皮がん患者のPMBCでも低下していた。
また、OGG1は、BRCA1やBRCA2の変異の保有者におけるがんリスクと関係している可能性がある。

## 相互作用
OGG1はXRCC1、PKCαと相互作用することが示されている。

## 関連文献
- “The human OGG1 gene: structure, functions, and its implication in the process of carcinogenesis”. Archives of Biochemistry and Biophysics 377 (1):  1–8. (May 2000). doi:10.1006/abbi.2000.1773. PMID 10775435.
- “The human 8-oxoguanine DNA N-glycosylase 1 (hOGG1) DNA repair enzyme and its association with lung cancer risk”. Pharmacogenetics 14 (2):  103–109. (February 2004). doi:10.1097/00008571-200402000-00004. PMID 15077011.
- “Genetic polymorphisms in the base excision repair pathway and cancer risk: a HuGE review”. American Journal of Epidemiology 162 (10):  925–942. (November 2005). doi:10.1093/aje/kwi318. PMID 16221808.
- “Use of a molecular beacon to track the activity of base excision repair protein OGG1 in live cells”. DNA Repair 9 (2):  144–152. (February 2010). doi:10.1016/j.dnarep.2009.11.009. PMID 20042377.
- “The roles of base excision repair enzyme OGG1 in gene expression”. Cellular and Molecular Life Sciences 75 (20):  3741–3750. (October 2018). doi:10.1007/s00018-018-2887-8. PMC 6154017. PMID 30043138.
- “Roles of DNA repair enzyme OGG1 in innate immunity and its significance for lung cancer”. Pharmacology & Therapeutics 194:  59–72. (2018). doi:10.1016/j.pharmthera.2018.09.004. PMC 6504182. PMID 30240635.